# Alu (Äthiopien)
Der Alu ist ein 429 Meter hoher Vulkan im Nordosten Äthiopiens, unmittelbar nordwestlich des konischen Vulkans Dalaffilla. Er wurde vor allem aus basaltischen Lavaströmen gebildet, die sich aus Spalten ergossen. Es bestehen mehrere Gebiete mit fumarolischer Aktivität. Einige großvolumige basaltische Lavaströme erstrecken sich bis zum See Bakili. Es ist kein Ausbruch bekannt.